# 朱慎鑌
河中安僖王朱慎镔（16世纪—1614年），明朝河中镇国将军朱新庶长子，河中恭靖王朱知炬孙。
万历十年（1582年），朱新塗去世。万历十九年（1591年），朱知炬去世。万历二十二年（1594年）四月，朱慎镔以辅国将军袭封河中王，夫人李氏進封王妃。
万历四十二年（1614年），朱慎镔去世。同年，庶长子朱敏洟袭封河中王。